# Мортык (Акмолинская область)
Мортык (каз. Мортық) — село в Целиноградском районе Акмолинской области Казахстана. Входит в состав Жанаесильского сельского округа. Код КАТО — 116659200.

## География
Село расположено на левом берегу реки Ишим, на расстоянии примерно 26 километров (по прямой) к северо-западу от административного центра района — села Акмол, в 4 километрах к юго-востоку от административного центра сельского округа — села Жанаесиль.
Абсолютная высота — 328 метров над уровнем моря.
Ближайшие населённые пункты: село Жанаесиль — на северо-западе, село Караменды батыра — на севере, аул Жана Жайнак — на востоке.

## Население
В 1989 году население села составляло 326 человек (из них казахи — 100%).

В 1999 году население села составляло 285 человек (146 мужчин и 139 женщин). По данным переписи 2009 года, в селе проживало 248 человек (122 мужчины и 126 женщин).
| Численность населения | Численность населения | Численность населения |
| 1989                  | 1999                  | 2009                  |
| --------------------- | --------------------- | --------------------- |
| 326                   | ↘285                  | ↘248                  |